# Alain Boghossian
Alain Boghossian, född 27 oktober 1970 i Digne-les-Bains, är en fransk före detta fotbollsspelare.

## Karriär
Alain Boghossian startade sin karriär i Marseille. Efter att enbart ha spelat för reservlaget så gick han till Istres en säsong innan han återvände till Marseille, där han blev ordinarie under säsongen 1993/94. Han såldes därefter till italienska Napoli. Efter ett år i Sampdoria så värvades han av Parma där han vann Coppa Italia två gånger och UEFA-cupen 1999. I Italienska supercupen 1999 mot Milan så avgjorde Boghossian matchen med sitt 2-1 mål i slutminuterna.
2002 skrev Boghossian på för Espanyol, men gjorde bara fem matcher och valde efter säsongen att avsluta sin karriär.
Alain Boghossian gjorde även 26 landskamper för Frankrikes landslag och var med när landet vann VM 1998 på hemmaplan. Han var även med i VM 2002, dock utan att få någon speltid.

## Meriter
Parma
- Coppa Italia: 1999, 2002
- Italienska supercupen: 1999
- UEFA-cupen: 1999

Frankrike
- VM-guld: 1998